# Paulus Silentiarius
Paulus Silentiarius (Paulos; † vor 581) war ein oströmischer/byzantinischer Dichter des 6. Jahrhunderts.
Durch seinen Freund, den Geschichtsschreiber und Dichter Agathias, sind einige Lebensdaten überliefert. Demnach war er ein Sohn des Kyros und Enkel des Floros und unter Kaiser Justinian I. der oberste (primicerius) der 30 Silentiarii (daher der Beiname), mithin einer der höchsten Beamten des kaiserlichen Haushalts.
Bekannt ist sein beschreibendes Preisgedicht zur Einweihung der restaurierten Hagia Sophia zu Epiphanias des Jahres 563, die Ekphrasis (altgriechisch Ἔκφρασις). Das Gedicht besteht aus 1029 Versen, davon sind die ersten 134 jambische Trimeter (Vorreden an Kaiser und Patriarchen), der Rest daktylische Hexameter im Stil des Nonnos.
Obwohl Paulus sicherlich kein Heide war, orientiert sich sein Werk an den klassischen Vorbildern. Das gilt sowohl für die Ekphrasis als auch für seine Epigramme, von denen in der Anthologia Palatina ca. 80 überliefert sind. Die Epigramme behandeln, ähnlich wie bei Agathias, auch erotische Themen und zeichnen sich durch eine gewisse Deftigkeit aus:
Deine Falten, Philinna, bedünken mich schöner als alle
Glätte der Jugend, und mehr lockt’s mich, mit spielender Hand
deine Äpfel zu kosen, die schwer ihre Knospen schon senken,
als die schwellende Brust bei einer blühenden Maid.
Köstlicher scheint mir dein Herbst als der Frühling der andern, und wärmer
als deren Sommer scheint mir dein Winter zu sein.